# هوغو موسلر
هوغو موسلر (بالألمانية: Hugo Mosler) (و. 1875 – 1956 م) هو فيزيائي، وأستاذ جامعي من ألمانيا . ولد في برلين.
توفي في دوسلدورف ، عن عمر يناهز 81 عاماً.

## مناصب وهيئات
أدار جامعة براونشفايغ التقنية.